# Мійосі (Айті)

Мійо́ші (яп. みよし市, みよしし, МФА: [mʲijoɕi̥ ɕi]?) — місто в Японії, в префектурі Айті. Розташоване в центральній частині префектури, в басейні річки Сакай.   Виникло на основі сільських поселень раннього нового часу. Отримало статус міста 2010 року. Площа становить 32,11 км². Станом на 1 серпня 2011 року населення складало 60 491  осіб, густота населення — 1880 осіб/км².  Основою економіки є сільське господарство, харчова промисловість, автомобілебудування, комерція.  В місті розташовані численні буддистські монастирі й синтоїстські святилища. 

## Історія
1908 року отримало статус села, 1958 року — містечка.